# Photocryptus nigrosignatus
Photocryptus nigrosignatus är en stekelart som först beskrevs av Joseph Kriechbaumer 1901.  Photocryptus nigrosignatus ingår i släktet Photocryptus och familjen brokparasitsteklar. Inga underarter finns listade i Catalogue of Life.